# حدوة الحصان (فلم)
حدوة الحصان هو فيلم مصري تم إنتاجه عام 1949، تأليف وإخراج عباس كامل و بطولة محمود شكوكو وسعاد مكاوي.

## فريق العمل
إخراج وتأليف: عباس كامل
إنتاج: أفلام العالم الجديد (مصطفى حسن)
بطولة:
- محمود شكوكو
- سعاد مكاوي
- عبد الفتاح القصري
- محمود المليجي
- إسماعيل ياسين
- فردوس محمد
- نيللي مظلوم
- زوزو محمد
- ميمي عزيز

## روابط خارجية
- مقالات تستعمل روابط فنية بلا صلة مع ويكي بيانات